# Comuna Rokîta, Velîka Bahacika
Rokîta (în ucraineană Рокита) este o comună în raionul Velîka Bahacika, regiunea Poltava, Ucraina, formată din satele Andrușciîne, Bondusi, Hovorî, Kravcenkî, Malînșciîna și Rokîta (reședința).

## Demografie
Componența lingvistică a comunei Rokîta
     Ucraineană (98,89%)
     Alte limbi (1,11%)
Conform recensământului din 2001, majoritatea populației comunei Rokîta era vorbitoare de ucraineană (98,89%), existând în minoritate și vorbitori de alte limbi.